# Richard Huber (Maler)
Richard Huber (* 3. April 1902 in Dachau; † 19. August 1982 ebenda) war ein deutscher Maler.

## Leben und künstlerisches Wirken
Richard Huber war der Sohn des Malermeisters Albin Huber und war Maljunge bei Adolf Hölzel. Sein Vater erkannte seine künstlerische Begabung. Neben der Mithilfe im Familienbetrieb studierte Richard Huber an der Kunstgewerbeschule und an der Akademie für bildende Künste (bei Franz Klemmer und Carl Johann Becker-Gundahl) in München.
Richard Huber wuchs in die Tradition der damals vorherrschenden Freilichtmalerei hinein und hinterließ ein umfangreiches Werk mit vielen Landschaften, Porträts, Tierbildern und Holzschnitten. Den Schwerpunkt legte er dabei auf die Darstellung der Dachauer Landschaft. Davon existieren noch eine Vielzahl von Ölbildern. Meist hat er im Freien skizziert und die Gemälde im Atelier erstellt.
Huber pflegte einen impressionistischen Malstil mit dem charakteristischen Wechselspiel von Licht und Farbe und galt als letzter Dachauer Maler der alten Schule. In der Zeit des Nationalsozialismus war er Mitglied der Reichskammer der bildenden Künste. Seine Teilnahme an elf großen Ausstellungen in dieser Zeit ist sicher belegt, darunter 1941, 1942 und 1944 mit vier Ölgemälden auf der Großen Deutschen Kunstausstellung in München. Während des Zweiten Weltkriegs war Huber in der Sowjetunion im Einsatz. 
Er war seit 1929 mit Maria Baumüller verheiratet. Aus der Ehe gingen acht Kinder hervor. Von 1958 bis 1963 war er I. Vorsitzender der Künstler-Vereinigung Dachau.
Heute erinnert in Dachau eine Straße an ihn.

## Werke (Auswahl)
- Zwei Arbeitskameraden in Russland. Öl, 1942 auf der Großen Deutschen Kunstausstellung
- Reichsarbeitsdienst auf einer Straße in Russland, Öl, 1943 auf der Großen Deutschen Kunstausstellung

- Mädchen in Dachauer Tracht Öl 98/72
- Pflügen nach dem letzten Märzschnee im Dachauer Moos Öl 102/152
- Vieherde im spätsommerlichen Abenddunst Öl 71/101
- Die beiden Hartmannhäuser in der Augsburger Straße Öl 60/70
- Sonnenuntergang über dem Dachauer Volksfest Öl 59/80
- Zirkusleut' in Dachau Öl 85/109
- Winter in Dachau Öl 70/100
- Spaziergang bei Föhn in Dachauer Landschaft Öl 77/91
- Im Dachauer Moor Öl 52/75
- Winterliche Dorflandschaft Öl 71/102
- Landschaftsstudie bei Dachau Öl 40x45
- Im Schlossgarten Dachau 35x22